# Bastetania

Bastetanos en la península ibérica

Localización de la Bastetania en las actuales provincias del sureste de la península ibérica.

La Bastetania, o regio Bastetania, fue un territorio ubicado en el Sudeste de la península ibérica. Bastetania, en época prerromana, no constituía una entidad política territorial. El primer autor que habla de Bastetania o regio Bastetania es Plinio en su obra Historia Natural, señalando que es un territorio perteneciente a la provincia Citerior o Tarraconense y que se encuentra dentro del Conventus Carthaginensis. Otros autores greco-latinos como el geógrafo Estrabón o el historiador Polibio nombraron a los bastetanos para describir al conjunto de la población indígena existente en tiempos de la conquista romana, posteriormente considerados como íbero-romanos. La zona toma su denominación a partir del nombre de una de sus principales ciudades, Basti, la actual Baza.
La primera mención de los bastetanos se encuentra en la obra de Tito Livio, en la que describe dentro del comienzo de la conquista romana de la Hispania Ulterior, la derrota militar en 190 a. C. de Lucio Emilio Paulo junto al oppidum ibérico de Lycon, que varias hipótesis identifican con Ilurco, en el Cerro de los Infantes (Pinos Puente).La población íbera de Bastetania quedó integrada en la Hispania Ulterior entre el 190 y 179 a. C. con la campaña de Tiberio Sempronio Graco.
Parece ser que el asentamiento más importante del territorio de la Bastetania romana se hallaba en la actual Cartagena. Los límites de Bastetania fueron modificándose según las necesidades de control administrativo por lo que Augusto incluyó en Bastetania territorios que no habían sido poblados por la etnia de los bastetanos anteriormente, como la que sería la salida al mar a través de Urci, y zonas del norte y oeste de la Región de Murcia o sureste de la provincia de Albacete. La región bastetana incluiría aproximadamente los territorios de las actuales provincias españolas de Granada, Almería, este de Málaga, sur y sureste de Jaén, sur de Albacete y suroeste de Murcia. En el siglo II Ptolomeo, en su obra Geografía, proporciona el nombre de dieciséis ciudades de la Bastetania, que pertenecería al Conventus Carthaginensis. De éstas se puede identificar con seguridad Acci (Guadix) y, con ciertas reservas, Asso (Caravaca de la Cruz), Ilunum (algunos autores la identifican con Tolmo de Minateda) y Saltigi (Chinchilla de Montearagón).
La Bastetania era conocida por la minería, esparto y garum. Las minas de Cartagena fueron explotadas por todos los que se asentaron allí. El esparto lo cultivaban en los alrededores de la ciudad, se empezará a comercializar con los cartagineses. El tercer elemento es el garum y la salazón, de tradición mediterránea y gran comercialización.[cita requerida]